# Phil·lipsita-Na
La phil·lipsita-Na és un mineral de la classe dels silicats. Rep el nom per ser el membre amb sodi (Na) dominant de la sèrie de la phil·lipsita.

## Característiques
La phil·lipsita-Na és un silicat de fórmula química (Na,K,Ca0.5,Ba0.5)4-7[Al4-7Si12-9O32]·12H₂O. Cristal·litza en el sistema monoclínic. La seva duresa a l'escala de Mohs es troba entre 4 i 5.
Segons la classificació de Nickel-Strunz, la phillipsita-Na pertany a «09.GC: Tectosilicats amb H₂O zeolítica, cadenes de connexions dobles de 4-enllaços» juntament amb els següents minerals: amicita, garronita-Ca, gismondina-Ca, gobbinsita, harmotoma, phil·lipsita-Ca, phil·lipsita-K, flörkeïta, merlinoïta, mazzita-Mg, mazzita-Na, perlialita, boggsita, paulingita-Ca i paulingita-K.

## Formació i jaciments
Va ser descoberta a la cinglera d'Aci Castello, dins el complex Volcànic de l'Etna, a la ciutat metropolitana de Catània (Sicília, Itàlia). També ha estat descrita en altres indrets d'Itàlia, a les regions de la Campània i el Veneto, i a l'illa de Sicília, així com França, Espanya, Alemanya, Hongria, Sud-àfrica, el Japó, Austràlia, els Estats Units i el Canadà.